# دايسكي نايتو
دايسكي نايتو (باليابانية: 内藤大助) مواليد 30 أغسطس 1974 في هوكايدو، اليابان، هو ملاكم محترف ياباني يصنف ضمن فئة وزن الذبابة. حقق بطولة المجلس العالمي للملاكمة.

## إحصائيات
خاض خلال مسيرته 41 نزالا، فاز في 35 وتعادل في 3 وخسر في 3. فاز بالضربة القاضية في 22 نزالا.

## روابط خارجية
- دايسكي نايتو على موقع بوكس ريك (الإنجليزية) (registration required)